# Vladímir Zazúbrin
Vladímir Jakovlevich Zazúbrin (em russo:Влади́мир Я́ковлевич Зазу́брин; Penza, 6 de junho de 1895 — Moscou, 28 de setembro de 1937) foi um escritor russo.

## Obras

### Em português
- Щепка (escrito em 1923, mas publicado somente em 1989; publicado em Portugal: "O Tchekista", Ed. Antígona, 2012, tradução de António Pescada; publicado no Brasil: “Lasca”, Ed. Carambaia, 2019, tradução de Irineu Franco Perpetuo)[1][2][3]

### Outras obras
- Два мира (1921)
- Бледная правда (1923)
- Общежитие (1923)
- Горы (1933)
- Последние дни (1936)